# Giulia Sissa
Giulia Sissa (née le 16 juin 1954 à Mantoue) est une historienne et philosophe italienne.

## Biographie
Giulia Sissa étudie jusqu'en 1977 l'Histoire ancienne à l'université de Pavie ; elle obtient son doctorat en 1983 à l'École des hautes études en sciences sociales. Elle travaille ensuite en tant que chercheuse en anthropologie au Centre national de la recherche scientifique.
Anciennement professeure à l'université Johns Hopkins à Baltimore, elle enseigne aujourd'hui à l'université de Californie à Los Angeles.
Elle fut la deuxième épouse de Marcel Détienne, rencontré à Pavie en 1977.

## Travaux
Les thèmes de recherche de Giulia Sissa sont le féminisme, le sexe, le syndrome de dépendance, la démocratie et la pensée utopique.
Dans son travail, elle fournit un contexte épistémologique qui se situe entre l'Histoire ancienne et les problèmes contemporains. Ainsi, dans son travail, l'auteur analyse l'apparition des symptômes liés à l'addiction, analyse le désir et le non désir. Pour cela, elle s'appuie sur les philosophes antiques (Platon, Aristote et Épicure), qu'elle complète par des auteurs comme Thomas De Quincey, Charles Baudelaire et William S. Burroughs, incluant, dans son étude, les philosophes Martin Heidegger et Michel Foucault, ainsi que les travaux de Sigmund Freud.

## Publications
- La Famille dans la Grèce antique et à Rome, Complexe, 1986
- L'âme est un corps de femme, Odile Jacob, Paris, 2000, 224 p.
- Sexe et sensualité : la culture érotique des Anciens, Odile Jacob, Paris, 2011, 336 p.
- La Jalousie : une passion inavouable, Odile Jacob, coll. « Sciences humaines », 2015
- Le Pouvoir des femmes. Un défi pour la démocratie, Odile Jacob, 2021, 371 p.